# صموئيل ميريت
صموئيل ميريت (بالإنجليزية: Samuel Merritt)‏ هو سياسي أمريكي، ولد في 1822، وتوفي في 1890.